# Hermitage (Arkansas)
Hermitage is een plaats (town) in de Amerikaanse staat Arkansas, en valt bestuurlijk gezien onder Bradley County.

## Demografie
Bij de volkstelling in 2000 werd het aantal inwoners vastgesteld op 769.
In 2006 is het aantal inwoners door het United States Census Bureau geschat op 759, een daling van 10 (-1,3%).

## Geografie
Volgens het United States Census Bureau beslaat de plaats een oppervlakte van
3,0 km², geheel bestaande uit land. Hermitage ligt op ongeveer 52 m boven zeeniveau.

## Plaatsen in de nabije omgeving
De onderstaande figuur toont nabijgelegen plaatsen in een straal van 32 km rond Hermitage.